# Раково (Костромская область)
Раково — деревня в Судиславском районе Костромской области России, входит в состав Судиславского сельского поселения. Население — 5 чел. (2016).

## География
Расположена на западе Костромской области, в центральной части Судиславского района, примерно в 7 км к северу от центра посёлка Судиславль и в 59 км к востоку от центра города Костромы.
Ближайшие населённые пункты — деревня Глебово, посёлок Глебово, деревня Тёкотово, станция Судиславль. Совместно с посёлком Глебово, деревней Тёкотово, деревней Глебово и станцией Судиславль образует Глебовскую агломерацию с численностью населения 807 человек (2019).

## История
Согласно Спискам населенных мест Российской империи в 1872 году деревня относилась к 1 стану Костромского уезда Костромской губернии и находилась на торговом тракте в село Молвитино Буйского уезда (ныне Сусанино) из города Судиславль; по левую сторону этого тракта. В ней числилось 16 дворов, проживало 65 мужчин и 66 женщин.
Согласно переписи населения 1897 года в деревне проживало 119 человек (52 мужчины и 67 женщины).
Согласно Списку населенных мест Костромской губернии в 1907 году деревня относилась к Богословской волости Костромского уезда Костромской губернии. По сведениям волостного правления за 1907 год в ней числилось 20 крестьянских дворов и 113 жителей. Основным занятием жителей деревни, помимо земледелия, был горшечный промысел.

До муниципальной реформы 2010 года деревня входила в состав Глебовского сельского поселения Судиславского района. 

## Население
| 2008 | 2010 | 2014 |
| ---- | ---- | ---- |
| 2    | ↘0   | ↗2   |

## Транспорт

### Автомобильный
Деревня связана с Судиславлем и Костромой ответвлением «Судиславль — Глебово» от автомобильной дороги федерального значения Р243 Кострома-Шарья-Киров-Пермь и дорогой от посёлка Глебово на песчано-гравийный карьер «Судиславский». На автодороге «Судиславль — Глебово» интенсивное грузовое движение: песок и щебень из песчано-гравийного карьера «Судиславский», продукция Судиславского завода сварочных материалов, бензовозы цеха № 6 по хранению и реализации нефтепродуктов АО «Роснефть-Ярославль», грузы с/на железнодорожную станцию Судиславль.

### Железнодорожный
См. также: Судиславль (станция)
В 200 м к западу проходит железнодорожная линия Ярославского региона Северной железной дороги. В 2 км южнее деревни расположена железнодорожная станция Судиславль на линии Кострома — Галич. На станции останавливаются ежедневные поезда: пригородный «Кострома — Галич» и скорый «Москва — Владивосток» ("Россия").

### Общественный
Ближайшая остановка общественного транспорта расположена в 2 км южнее деревни рядом с железнодорожным вокзалом станции «Судиславль». Автобусное сообщение связывает деревню Глебово и посёлок Судиславль.

## Связь
Услуги фиксированной (стационарной) телефонной связи предоставляет «Ростелеком». Телефонный код +7 49433.
Услуги сотовой связи предоставляют четыре оператора: «Билайн», «МегаФон», «МТС» и «Tele2».
В 1,5 км южнее деревни в посёлке Глебово расположено отделение почтовой связи (ОПС) «Тёкотово», почтовый индекс 157863.

## Здравоохранение
Глебовский фельдшерско-акушерский пункт (ФАП) в посёлке Глебово.

## Образование
Глебовская основная общеобразовательная школа (МОУ) и Глебовский детский сад «Рябинушка» (МДОУ) в посёлке Глебово.

## Культура
Глебовский сельский дом культуры, вместимостью 1100 человек в посёлке Глебово.
Глебовская сельская библиотека в посёлке Глебово.